# Rytmika
Rytmika může být: 
- nauka o rytmu, součást hudební teorie;
- způsob práce s rytmickou složkou hudby typický pro určitý hudební žánr, styl či autora (v tomto smyslu se mluví o barokní nebo Beethovenově rytmice);
- rytmická sekce v hudební skupině; hlavní jádro dnes často tvoří bicí souprava a baskytara, dále se mohou vyskytnout perkuse, v některých žánrech se pak za rytmiku mohou považovat např. i klávesy nebo kytara;
- rytmické gymnastické cvičení resp. základní pohybová průprava pro sport či tanec, která je obvykle prováděna v dětském věku v rytmu hudby.